# Kakaduaciklid
Kakaduaciklid (Apistogramma cacatuoides) är en akvariefisk av familjen ciklider.